# Хосров II Парвиз
Хосров II Парвиз (пехл. husraw, xusrav {hwslwb’} 'с доброй славой' от авест. *hu-śraųah- 'известный, знаменитый', букв. 'имеющий добрую славу'; перс. خسرو‎ [Xusraw]) — известный по иранским источникам под эпитетом «Апарвез» или упрощённо «Парвез» (перс. پرویز‎ от пехл. Parvēz — «Победоносный»; 570, Ктесифон — 28 февраля 628, Ктесифон, Государство Сасанидов) — шахиншах из династии Сасанидов, правивший Ираном с 591 до 628 года, последний великий сасанидский император. Внук Хосрова I Ануширвана и сын Ормизда IV.

## Захват власти
Хосров II родился в начале или середине 70-х годов VI столетия. Его отец, Ормизд, был непопулярен у знати предпочтением, которое он оказывал простому народу; особенно шатким его положение сделалось, когда он, вместо награды лучшему полководцу Ирана Бахраму Чубине, спасшему государство от нашествия тюрок, выказал ему своё неудовольствие тем, что тот после победы присвоил себе большую часть добычи. Бахрам поднял восстание, посланный против него Задеспра, специально ради этого выпущенный из тюрьмы, перешёл на его сторону. В столице Ктесифоне дядья царевича Хосрова по матери Биндой и Бистам низлагают Хормизда (который был позже умерщвлён в темнице) и возводят на трон племянника. Известно, что на момент низложения отца Хосров находился в Адурбадагане, но как он туда попал, не вполне ясно. Динавари и Фирдоуси полагают, что Хосров бежал туда ещё до свержения Хормизда, после истории с монетами, отчеканенными от имени Хосрова. Дело в том, что Бахрам Чубин, восстав против Ормизда, «принялся чеканить дирхемы с изображением Кисры Абарвиза (то есть Хосрова II Парвиза), сына царя, его портретом и именем. Выбил он для него (Кисры) десять тысяч дирхемов и распорядился дирхемами: тайно они были перевезены, достигли Мадаина (Ктесифона) и распространились среди населения. Стало об этом известно царю Хормузу (Ормизду), и он не усомнился в том, что это его сын Кисра покушается на царствование и что именно он приказал выбить эти дирхемы. И то, что пожелал Бахрам, то он и сделал: царь задумал убить своего сына Кисру. Ночью Кисра бежал в сторону Адурбадагана, пока не прибыл туда и стал там жить». Из текста «Шахнаме» можно предположить, что в виде своеобразной опалы Ормизд назначил сына алан-шахом, правителем диких тогда краёв между Курой и Араксом (средневековые историки указывали, что в сасанидское время владения алан-шаха были севернее Ардебиля).
Источники расходятся и во мнении, каково было участие Хосрова в ослеплении и убийстве отца. Ат-Табари считал, что его привезли в столицу уже после этого события, Симокатта — что юноша был в Ктесифоне, но ничего не смог предпринять против, Феофан Византиец обвиняет Хосрова в том, что тот сам приказал засечь отца до смерти «лесными прутьями».
Феофилакт Симокатта вложил в уста свергнутого Ормизда IV весьма нелестную характеристику сыну: 

«Не царственной он души, не украшен он мыслями правителя, его образ мышления не соответствует царскому достоинству. Не сдержан он в своих стремлениях, безумен в гневе, нет человеколюбия в его глазах, не умеет он показать себя достойным уважения, руководясь законами разума. По характеру он высокомерен, предан страстям и любит удовольствия; сравнительно со своими желаниями, всё остальное он ставит на второе место, не думает о том, что будет полезно, не принимает во внимание добрых советов, отвергает всё честное и благородное, им владеет алчность, любит он ссоры и войну и не желает слышать о мире».
Однако к оценкам Симокатты следует подходить с известной осторожностью. Современник жестоких войн Византии с Ираном, он не мог быть объективным в отношении царя, захватившего пол-империи ромеев.

## Подавление мятежа Бахрама Чубина
По свидетельству того же автора, занявшему трон Хосрову пришлось туго. Кроме того, что его считали косвенным виновником смерти отца (что не добавляло ему популярности), он реально зависел от участников убийства (особое влияние на шаха имели два его дяди, Виндой и Вистахм), а наиболее могущественный человек в государстве — Бахрам Чубин — и не думал о покорности.
Шах вызвал последнего во дворец, обещая ему второе место в государстве и полную личную безопасность, однако Чубин не только не подчинился, но и написал в ответ следующее: «…Письма, свидетельствующие об убожестве и ничтожности твоего ума, я получил, но твоих дерзновенных предложений я не принял; тебе не следует применять по отношению к нам ни царских писем, ни царских даров, особенно когда твое избрание вызвало такие беспорядки в персидском государстве и когда благородные и достойные уважения лица не были участниками голосования…» Далее узурпатор предложил «безродному» Хосрову оставить трон и в свою очередь обещал ему место правителя одной из провинций, если тот покорится ему, Бахраму. Хосров стерпел, отписав в ответ: «Мы получили твоё письмо с напоминанием о многопрославленной твоей храбрости и, узнав, что ты находишься в добром здоровье, обрадовались. Но были в это письмо вставлены некоторые выражения, которые исходили не от твоего сердца, но, конечно, тот, кто писал это письмо, сильно упившись вином и охваченный неумеренным сном, вписал сюда свои пустые и неестественные сновидения. Но так как деревья в эти дни потеряли свою листву и потому сновидения не имеют силы, то мы не были приведены в смущение. Ведь мы и царский престол получили с почётом и не нарушили законов персидских…». Царские войска были ненадёжными и во время решающего сражения у реки Большой Заб быстро дрогнули и частью разбежались, а частью сдались противнику. Как рассказывал Фирдоуси, сам Хосров сражался до конца и отступил одним из последних.
Чубин двинулся на Ктесифон, а юный шах и немногие оставшиеся верными ему придворные (историк ад-Динавари сохранил их имена — девять человек, включая Виндоя и Вистахма) покинули столицу. «Наконец [они] почли за лучшее положиться на греческого царя, «ибо, говорили они, хотя существует между нами вражда, но всё же они христиане и милостивы, и поклявшись раз, не изменяют клятве». Изгнанники прибыли в византийскую крепость Киркенсиум, затем в Эдессу и оттуда обратились к императору Маврикию.
Хосров просил помощи (сорокатысячное войско и деньги на его содержание), предлагая взамен территории в Месопотамии и Армении. Надо сказать, что искренности между двумя владыками не было. Например (правда, это сообщение современные историки подвергают сомнению), обещая Маврикию златые горы, Хосров одновременно послал тайный приказ осаждённому ромеями персидскому гарнизону Мартирополя не сдаваться «и на его приказания, объявленные во всеуслышание, не обращать внимания — коварно племя персов и с самого начала жизнь его — воплощение хитрости, тщеславия и высокомерия!»
На созванном императором совете некоторые были против оказания помощи беглецам: «Не должно принимать (предложение персов), ибо они народ беззаконный и совершенно ложный. В стесненном положении обещают исполнить многое, а успокоившись — отрекаются; много зол мы понесли от них; пусть истребляют друг друга, а мы отдохнем». Но император не принял этот совет. Он предоставил изгнаннику 40 кентинариев (1400 кг) золота и дал в помощь войска во главе с одним из своих полководцев — армянином Нарсе. Ат-Табари и Фирдоуси рассказывают, что он также выдал за Хосрова свою дочь Марию (о чём греческие источники не упоминают). Взамен шах уступил византийцам значительные территории в Армении (земли к северу, западу от озера Ван, то есть три четверти персидских владений там), Иберии и даже Месопотамии (Мартирополь, Дару).
В сражении при Ганзаке в Атурпатакане Бахрам Чубин был разбит и бежал в Тюркский каганат, где был гостеприимно принят своим бывшим противником тюркским каганом. Оказав ему несколько услуг, Бахрам стал его другом и советником. Обеспокоенный таким оборотом дел, Хосров сумел через своего посла склонить подарками жену кагана на заговор против претендента, и наёмный убийца заколол Бахрама отравленным кинжалом.

## Мир с Византией и отношение к религии
По сведениям ат-Табари, после победы над Бахрамом и захвата его сокровищ Хосров отослал Маврикию и раздал воинам 20 миллионов драхм (более 80 тонн серебра, что в пересчёте на золото по среднему курсу того времени 1:13 почти в пять раз больше тех 40 кентинариев Маврикия). Была прекращена выплата византийцами дани, возвращены города, отнятые при Каваде, Хосрове Ануширване и Ормизде IV. Мир, наступивший на границе двух сверхдержав, был таким прочным, что в Армении позже появилась поговорка: «Сидеть беззаботно, точно во дни Маврикия». Шах официально объявил о ряде привилегий для иранских христиан, носил расшитую крестами византийскую одежду, а его трапезу, к неудовольствию мобедов, благословлял и несторианский епископ. Он окружил себя христианами. Одной его женой была византийская царевна Мария, другой, любимой, — сирийка или армянка Ширин, прославленная затем как героиня многих средневековых переднеазиатских литератур. Близки царю были и его придворный врач Гавриил и сириец по имени Яздин, впоследствии занимавший должность вастриошансалара (ответственного за сбор налогов) — случай беспримерный, хотя христиане на более низких чиновных должностях бывали и раньше. Потому многие считали Хосрова тайным христианином, и это вызывало ропот придворных, отголоски чего сохранились у ат-Табари и в «Шахнаме».
С другой стороны, Хосров как будто бы поддерживал и зороастрийское духовенство и высшую знать, особенно ту группу, которая привела его к власти. Царь, конечно же, оставался зороастрийцем, просто он действовал в русле традиционной для своего отца и деда политики, к тому же и отягощённой обязательствами перед Маврикием. При всей демонстрируемой христианам благожелательности, он, например, при захвате Дары въехал в церковь на коне (что с обликом верующего в Христа никак не вяжется) и подтвердил существовавший издавна запрет для зороастрийцев под страхом сурового наказания переходить в христианство — а за это, как известно, жестоко карал и Хосров Ануширван.
Персы старались противопоставлять официальному православному вероучению несторианство или монофизитство, поощряя последние и воздвигая гонения на первое. Впрочем, во время войны шах так и не дал разрешения на выбор несторианского католикоса, и в 609—628 годах иранские несториане оставались без главы своей церкви.

## Женитьба на Ширин
Возможно, свой вклад в отношение Парвиза к религии, соперничавшей с официальной, внесла его любимая жена Ширин, христианка монофизитского толка. История Хосрова и Ширин была воспета множеством поэтов исламского времени, а их имена стали для Востока таким же нарицательным обозначением любви, как для Запада — Ромео и Джульетта. В изложении Фирдоуси, Ширин была возлюбленной юного Хосрова ещё во дни Ормизда IV. Воцарившись, Хосров позабыл о ней. И тогда Ширин, выбрав момент, когда царь проезжал мимо на охоту, вышла на крышу дома, одетая в самые красивые одежды. Увидев её и услышав упрёки, Хосров усовестился и решил жениться. Но Ширин была незнатного рода и к тому же христианка. Советники, которых царь созвал на совет по поводу предстоящего брака, высказались против:
С чистейшим отцом недостойная мать
Жизнь сыну не могут достойную дать.
На следующий день Хосров ответил мобедам следующим образом. Он вынес им чашу, наполненную тёплой кровью. Все высказали отвращение к «нечистому» (особенно для зороастрийцев) напитку. Затем царь приказал очистить чашу, наполнить её вином, приправленным мускусом и розовым маслом. После чего царь спросил у мобеда, который днём ранее держал перед ним речь:
… Какой
Пред нами — всё тот же сосуд иль иной?…
Получив ответ,
Царь молвил: «Ширин, что средь града жила
И чаше с отравой подобна была, —
Как чаша с вином у меня в терему
И благоуханью под стать моему».
Присутствующие восхитились мудрым ответом Хосрова, и Ширин стала его женой. Прожив долгую жизнь, Ширин покончила с собой на могиле мужа.

## Мятеж Виндоя и Вистахма
Первые годы правления Хосрова II сопровождались смутами и мятежами. Огромное влияние на все дела поначалу имели его дядья Виндой и Вистахм. Вистахма Хосров поставил правителем Хорасана, Рея и Табаристана, Виндой же остался при дворе, где играл первую роль. Но вскоре шахиншах, подозревая Виндоя в измене, велел его казнить (официальная версия — месть за гибель отца). Тот попытался бежать к брату, но был схвачен марзбаном Атурпатакана и отослан к Хосрову, который предал его мучительной казни. Вистахм поднял восстание. Собрав значительную армию, он в течение нескольких лет вёл против Хосрова ожесточённую борьбу. Своей столицей он сделал город Рей и даже чеканил монеты со своим именем, В конце концов он был убит одним из высокопоставленных тюрок, который послал голову Вистахма шахиншаху. Предание говорит, что виновницей его гибели была его жена — Гордие, сестра Бахрама Чубина, впоследствии жена Хосрова Парвиза. Хорасанский мятеж после этого утих сам собой. В то же время от Хосрова отпал Нисибин. Покорение этого города вылилось в большую внутреннюю войну и потребовало от Хосрова много сил. Но постепенно положение его укреплялось: все мятежи были подавлены, вышедшая из повиновения знать — усмирена.

## Уничтожение арабских буферных царств
В 598 году Хосров ликвидировал царскую власть в Йемене и назначил туда персидского марзбана. Отныне персы стали вмешиваться в междоусобицы арабских племён. В 602 году Хосров уничтожил и самостоятельность буферного царства Лахмидов. Теперь Хиру и другие города нижнего Евфрата заняли персидские гарнизоны. Впрочем, как скоро выяснилось, они противостояли набегам бедуинов с гораздо меньшим эффектом, нежели Лахмиды. И примерно в 604 году Иран получил грозное предупреждение — отряд из нескольких тысяч персов и союзных им арабов был наголову разгромлен арабами-бедуинами в сражении при Зу-Каре. Легенда гласит, что Мухаммед, услышав о победе, воскликнул: «Арабы имели поддержку от меня!» Но кто знал тогда, предвестником каких грозных событий была та относительно незначительная битва!

## Ирано-византийская война

### Повод к войне
Тем временем на Западе произошли события, в корне изменившие отношения Ирана и Византии. В 602 году император Маврикий с сыновьями был убит, престол захватил Фока, простой сотник. Спустя некоторое время ко двору явился некий юноша и заявил, что он — Феодосий, старший сын Маврикия. Сейчас принято считать, что это был самозванец. С большой задержкой, только летом 603 года, в Ктесифон прибыло посольство из Константинополя с официальным сообщением о смене власти. Непонятно, вследствие чего — то ли наивности, то ли намеренно, во главе делегации император поставил некоего Лилия — человека, который руководил казнью Маврикия и его детей, что по отношению к шаху было актом откровенного неуважения. Для Хосрова II такой поворот судьбы оказался даром небес. Он объявил траур по императору Маврикию, которого считал своим другом и союзником, отказался от даров Фоки, посадил Лилия под стражу, направил в Константинополь «бесчестные грамоты», короновал человека, назвавшего себя Феодосием, и под предлогом отмщения за убийство «своего благодетеля» двинул армию на Византию.

### Военное преобладание Ирана
На протяжении нескольких лет персы наносили византийским войскам поражение за поражением. Для ромеев ситуация усугублялась тем, что Фока развязал настоящий террор против знати и его жертвой стали многие опытные военачальники. К 607 году персы вовсю хозяйничали в Сирии и Армении, захватили Феодосиополь и Дару. Две иранские армии во главе с военачальником Шахином и будущим узурпатором иранского трона Шахрваразом захватили огромные территории. Первый добрался до Босфора и в 608 году осадил Халкидон, второй взял Эдессу и палестинскую Кесарию, выйдя к Средиземному морю. Ценой огромных усилий ромеям удалось отбить нападение Шахина, но их положение оставалось крайне тяжёлым.
В 610 году Византийскую империю охватила очередная гражданская война, в результате которой Фока был свергнут и казнён, а константинопольский престол занял Ираклий, сын правителя (экзарха) византийской Северной Африки. С формальной точки зрения Хосров уже не имел морального права для продолжения распри, ибо гибель Маврикия была отомщена. По свидетельству армянского историка епископа Себеоса, Ираклий первым послал шахиншаху дары, но Хосров приказал убить послов, мотивируя это тем, что он-де возвёл на ромейский престол Феодосия, сына Маврикия, а Ираклий — самозванец. Война продолжалась, и Византия стояла на краю гибели. «Ираклий, вступивши на престол, нашёл совершенный упадок в римском управлении. Европу опустошали варвары, Азию всю заняли персы, города пленили, и римское войско на сражениях истребили. Смотря на это, он был в недоумении, что ему делать.» Давление тюрок на восточные границы Ирана ослабло из-за междоусобиц в каганате, и, казалось, ничто не мешало Хосрову нанести Византии последний сокрушающий удар. Восточные владения Византийской империи стремительно сокращались. К 613 году в руках персов были крупнейшие города Востока — Антиохия, Эдесса, Дамаск.

### Взятие персами Иерусалима
Весной 614 года войска шахиншаха после двадцатидневной осады взяли Иерусалим, разбив один из участков стены камнями из баллист. Персы согнали уцелевших жителей в громадную пустую каменную цистерну для воды и оставили их в тесноте на несколько дней без пищи и питья. Тысячи людей погибли, а многих местные иудеи выкупили и убили, мстя христианам за притеснения имперской администрации. По разным источникам, в городе было убито от 62 до 90 тысяч человек. Из оставшихся в живых персы угнали в Иран мастеров-каменщиков, а также наиболее молодых и красивых юношей и девушек. Древо Креста Господня, на котором по преданию был распят Иисус, одна из наиболее высокочтимых христианских святынь, также было отправлено в Ктесифон. Шах, понимавший ценность трофея, распорядился поместить его в сокровищницу. Упиваясь победами, Хосров написал Ираклию заносчивое письмо, текст которого приводит епископ Себеос: «Любимый богами господин и царь всей земли, рождение великого Ормузда, Хозрой —  Ираклу, бессмысленному и негодному рабу нашему. Не желая отправлять службу рабскую, ты называешь себя господином и царём; ты расточаешь сокровища мои, находящиеся у тебя, и подкупаешь рабов моих. Собрав разбойничьи войска, ты не даёшь мне покоя. Разве я не истребил греков? Ты говоришь, что ты уповаешь на своего Бога. Почему Он не спас Кесарию, Иерусалима и великой Александрии от рук моих? Неужели ты и теперь не знаешь, что я подчинил себе море и сушу; разве я теперь не могу подкопать Константинополя; но я отпускаю тебе все твои преступления. Возьми жену свою и детей и приди сюда; я дам тебе поля, сады и оливковые деревья, которыми ты можешь жить, и мы с любовью будем смотреть на тебя. Да не обманет вас тщетная ваша надежда — Христос, который не мог спасти себя от евреев, которые убили его на кресте. Как же он избавит тебя из рук моих? Если ты сойдешь в бездны моря, я протяну руку и схвачу тебя, и тогда увидишь меня, каким бы ты не желал видеть».

### Победы персов в Малой Азии и Египте
На следующий год армия шахиншаха снова оказалась на берегах Босфора, но для персов, не имевших сильного флота, Константинополь был неприступен. Выйдя в пролив, Ираклий с палубы корабля обращался к иранским военачальникам, стыдил их и просил мира. Собрав какие-то суда, персы попытались подойти к городу, но боевые корабли византийцев нанесли им тяжёлый урон и заставили отступить. Но в следующем, 616 году, падгоспан запада Шахин наконец взял Халкидон — город на восточном берегу Босфора, фактически напротив Константинополя.
В 616—619 годах Шахрвараз занял Египет — персы, как и тысячу лет назад, овладели Дельтой Нила. Огромные богатства, которые византийцы пытались эвакуировать из Александрии морем, достались захватчикам из-за сильного шторма, прибившего флот к побережью. Наконец, в 622 году пали Анкира и остров Родос. За военные успехи в компании против Византийской империи Хосров II получил у народа прозвище Парвиз (Победоносный).
Так, по словам Михаила Сирийца, «персы захватили ромейские области Месопотамии, Сирии, Киликии, Палестины, Египта и всего побережья, ограбили и полонили бесчисленное количество народа. Они перевезли в персидскую землю рабов, всякого рода имущество, даже колонны из мрамора и великое множество плит». Однако Хосров II Парвиз, ставя целью не грабёж и разорение, как ранее, а захват, не стремился к уничтожению местного населения. Поэтому персы «совершенно никому не вредили, кроме ромеев (то есть византийских воинов), которых повсюду, где находили, убивали». На монетном дворе Александрии Хосров II велел начать чеканку медной монеты по византийскому образцу, но со своим портретом.

### Титанические усилия императора Ираклия по укреплению своей армии
Однако после 620 года ситуация в ирано-византийской войне начала меняться. Император Ираклий предпринял титанические усилия для спасения своего государства, и они оказались успешными. Заняв деньги у столичных богачей и переплавив в монеты сосуды и даже драгоценные светильники главного храма Империи — собора Святой Софии в Константинополе, Ираклий смог выплатить крупные суммы аварам, нападавшим на Византию в Европе, и договориться с ними о перемирии. Император заручился также поддержкой тюрок-хазар. Весь 621 год ромеи набирали солдат и необходимые припасы, а затем Ираклий долго готовил предстоящий удар. Удалившись из столицы, он несколько месяцев изучал ту информацию, которой располагала Византийская империя относительно будущего театра войны: труды историков, географов, свидетельства разведчиков и восточных послов, стратегиконы, карты. Ат-Табари рассказывал, что Ираклию трижды снился сон, будто бы в его власти оказался толстый, в драгоценной одежде человек, сидящий на троне — Хосров II Парвиз. Император счёл этот сон вещим.
5 апреля 622 года, на второй день Пасхи, с войсками, в значительной части состоявшими из греков и армян (а не как прежде, варваров-федератов, плохо зарекомендовавших себя в персидских компаниях Маврикия и Фоки), Ираклий отплыл в Малую Азию, в Никомедию. Там подготовка похода перешла в практическую плоскость — началась тренировка войска. Вот как описывает эти упражнения византийский хронист Феофан:

«В провинциях набрал войско, и к нему присоединил новобранцев. Начал упражнять их и приучать к военным действиям; разделивши войско на две стороны, приказал им делать ряды и бескровные нападения друг на друга, приучал их к военному крику, к шуму и возбуждению, чтобы на войне они не пугались, но смело как бы на игрище шли против неприятеля. Сам царь с Нерукотворенным образом в руках, который оставлен для нас Самим всеобещающим и творящим Словом без писания, так же как без семени родившимся, и полагаясь на сей богописанный отпечаток, он шёл на сражение, давши клятву воинам вместе с ними сражаться на смерть и разделять с ними все опасности, как с собственными детьми. Он желал управлять ими не страхом, но любовью. Но нашедши в воинах беспечность, робость, беспорядок, неустройство, как в собранных из разных земель, он привёл в одно стройное тело; и все согласно и единодушно воспевали силу и мужество царя; и он ободрял их следующими словами: «Вы видите, братья и дети, как враги Божьи попрали нашу страну, опустошили города, пожгли храмы, обагрили убийственною кровью трапезы бескровных жертв, и церкви неприступные для страстей осквернили преступными удовольствиями». Потом вооруживши войско для военных упражнений, поставил в две колонны, и явились трубы, фаланги из щитов, и в латах воины, ряды мужественно стояли, и царь велел им сделать вид сражения: пошли сильные снёмы и взаимные столкновения, будто на действительной войне, представилось страшное зрелище без убийства и опасности, взаимные угрозы убийственные без кровопролития, и обороты без необходимости, чтобы всякому занять безопасное место с доказательствами своего мужества, среди безбедного побоища. Вооружив таким образом войско, он приказал воздерживаться от несправедливости и поступать благочестиво».
В армии Ираклия появились отряды конных лучников, организованных, вероятнее всего, по персидскому образцу.

### Победы византийцев
В начале апреля 623 года ромеи вторглись в пределы Ирана через Армению. Себеос сообщает, что численность армии Ираклия составляла 120000 человек. В течение одной кампании Ираклий взял Двин (столицу Персармении) и Нахиджеван, а затем византийцы достигли иранской провинции Атурпатакана. Ганзак, её главный город, был взят штурмом, знаменитый храм огня Атур-Гушнасп уничтожен. Хосров, отступая, успел увезти только священный огонь. Судя по всему, это нападение было для персов полной неожиданностью. Сколь-нибудь значительных сил на севере страны не было, войска пришлось отзывать с запада и юга. Из Сирии двинулся Шахвараз, с запада, от Халкидона — армия Шахина, но ромеям удалось отступить, разорив в Атурпатакане на своём пути всё, в междуречье Куры и Аракса и расположиться там на зиму. К весне следующего года против Ираклия действовали три армии шаха под началом полководцев Шахрвараза, Шахраплакана и Шахина, причём последний находился в непосредственной близости от ромейского лагеря. Отобрав лучших воинов, наиболее храбрых и выносливых, император внезапным маршем двинулся на Шахина, разбил его неподалёку от нынешнего города Агдама и двинулся на запад, навстречу Шахрваразу. Последний с частью своей армии приготовил византийцам засаду у северных берегов озера Ван, но в ночном бою едва избежал гибели и спасся «на плохом коне», лишившись не только воинов и имущества, но и своего гарема.

### Персы и авары осаждают Константинополь
В 625 году Ираклий действовал уже в верхней Месопотамии, а затем под натиском иранских войск отошёл к южному побережью Черного моря. Таким образом, беспрецедентный по авантюризму и весьма успешный поход Ираклия всё-таки не привёл к стратегическому перелому. Иран по-прежнему угрожал столице Византийской империи, и зимой 625/6 года войска Хосрова Парвиза в очередной раз овладели азиатской стороной Босфора. Шахрвараз известил об этом аварского кагана и предложил ему объединёнными силами напасть на Константинополь. Каган нарушил мирный договор с Ираклием, и летом 626 года авары и подчинённые им славяне осадили византийскую столицу.
Но союзники не могли взаимодействовать эффективно — ни у персов, ни тем более у авар не было флота, в отличие от их противников. Персы оставались на восточном берегу Босфора, авары на западном, а между ними лежал пролив, по которому беспрепятственно проходили византийские корабли, обеспечивая столицу продовольствием и войсками.
В ночь на 7 августа] 626 года авары предприняли штурм, который был отбит с большими потерями для нападавших (большую часть которых составляли славянские воины, служившие аварам). После чего каган снял осаду, предал огню осадные орудия и покинул Византийскую империю. Некоторое время спустя к столице подошла армия под командованием брата императора, куропалата Феодора и очистила от персов азиатский берег Босфора. Феофан сообщает, что командовавший персами Шахин умер «от отчаяния», а Хосров приказал привезти его труп, бальзамированный солью, и, мёртвого, «подвергнуть великим ругательствам».

### Союз византийцев с хазарами
Тем временем Ираклий, в свою очередь, нашёл себе союзника — хазаров. В 627 году объединённые силы хазар и ромеев подошли к Тифлису. Персидский гарнизон держался стойко и выдержал осаду. Издеваясь над врагами, персы вывесили над стеной «карикатуру» на тюркского предводителя — изготовленную из большой тыквы безобразную узкоглазую рожу, а Ираклия осыпали ругательствами.

### Прорыв византийцев в центральные области Ирана
Осенью 627 года Ираклий, имея в рядах своей армии сорок тысяч хазарских конников, снова вторгся в Месопотамию. Началась завершающая фаза похода. Хосров отрядил навстречу византийцам заслон во главе с вельможей Рахзадом. Тот несколько раз сообщал царю, что наспех собранное персидское войско слабо.

«И он не раз, не два, но [трижды] и четырежды, осторожно [обращаясь] с письмом к царю своему Хосрову, писал: «Не о своей только смерти, но и о гибели твоих войск я заранее говорю тебе, если ты немедленно не подкрепишь тыл моих войск. Сам я не боюсь смерти, остальное ты знаешь». Тогда царь велел написать ему [следующий] ответ: «Не бойся их, но сражайся и побеждай», а в последний раз в сильном гневе написал ему: «Если не можешь победить, разве не можешь умереть?» Прочитав это строгое повеление царя, [полководец], подняв руки к солнцу и луне, воскликнул громогласно перед войском: «Боги мои, рассудите меня и царя моего жестокого».
12 тысяч персов и намного превосходящие их по численности ромеи сошлись у развалин древней столицы Ассирии — Ниневии. Инициатива в сражении принадлежала Ираклию — он, торопясь, пока к врагу не подошли подкрепления, начал сражение в субботу 12 декабря. Войска сошлись в густом тумане, а когда поднялось солнце, начался жестокий бой. Ираклий, которому некуда было отступать и для которого поражение было равносильно гибели, лично руководил битвой и сражался сам.

«Царь впереди всех сошёлся с военачальником персов, … низложил его, и сопровождавшие его обратились в бегство; царь встретился с другим, и того положил; напал на него и третий, который нанёс ему удар копьём в губу, но и этого он поразил; потом при звуке труб сошлись обе стороны, загорелась сильная брань, лошадь по имени Фалвас, она же Доркон, убита под царём пахотными воинами, которые копьём поразили её в бедро; сам он получил много ударов мечами в лицо, но поелику он покрыт был забралом из жил, то он не получил вреда и удары остались без действия».
Персидское войско было разбито наголову. Враг проник в сердце Ирана («Дил-е Ираншахр», как называли юг Месопотамии персы), и при всей громадности персидской армии, в нужный момент и в нужном месте резервов не было. Ираклий разграбил несколько царских дворцов (в том числе летнюю резиденцию шаханшахов в Дастегерде (Старый Багдад), обнаружив там три сотни римских и византийских знамён, в разное время захваченных парфянами и персами), но сам Парвиз успел бежать. Между тем в руки Ираклия попало тайное письмо шахиншаха, в котором тот, недовольный Шахрваразом, приказывал его убить. Император отослал это письмо самому Шахрваразу, и тот составил заговор против шаха. 7 января 628 года император двинулся на Ктесифон. Для обороны столицы Хосров в отчаянии приказал вооружить простолюдинов и женщин. Он надеялся на подход войск с запада, не подозревая, что Шахрвараз уже решился предать его.
На канале Нахарван, недалеко от столицы, персы всё-таки остановили ромеев. Ираклий, не желая рисковать, отошёл далеко на север, однако незыблемый до той поры авторитет Хосрова пошатнулся.

## Богатство шаха
Чувствуя, что почва у него под ногами колеблется, царь стремился собрать как можно больше денег и богатств в казну. Для этого он не останавливается ни перед чем: даёт на откупа недоимки, выжимает из населения всё до последнего. Огромные доходы приносило разграбление завоёванных земель. Сведения об умопомрачительных доходах казны Хосрова Парвиза дошли до нас в передаче мусульманских историков. Ещё в конце 13-го года правления Хосрова (603 год) была произведена перечеканка монеты, и в казне после всех выплат оказалось 3296 тонн серебряной монеты в 200000 кошелях. Через семнадцать лет, в 30-м году правления, казна насчитывала сумму, большую ровно вдвое — 400000 кошелей, 1 млрд 600 млн драхм. Фирдоуси неоднократно упоминает «клады», которые спрятал Парвиз.
Чтобы поддержать престиж и внешний блеск царской власти, Хосров II тратил огромные суммы на двор, на представительство. Богатство, пышность двора Хосрова II вошли в поговорку у народов Переднего Востока. Источники рассказывают о несметных сокровищах Хоспрова, о сказочных «чудесах» его двора. Косвенным свидетельством этих сообщений может служить то, что в наше время драхмы Хосрова II — самый распространённый сасанидский нумизматический материал.

## Хосров II Парвиз и евреи
В начале своего царствования Хосров Парвиз жестоко расправился с евреями за поддержку, оказанную ими его предшественнику Бахраму Чубину, похитившему престол у его отца. Однако, когда порядок в Персии был восстановлен, преследования прекратились. Экзилархи снова вступили во власть, и школы Суры и Пумбедиты процветали под руководством Мар бар-Гуны и Мар бар-Дими. Во время войны с византийцами евреи Сирии и Палестины, много терпевшие от христиан, охотно примкнули к персам. Вениамин из Тивериады вооружил многочисленный отряд. К нему присоединились евреи Галилеи и Южной Палестины. В 614-м году персы при помощи еврейских отрядов взяли приступом Иерусалим. Вместе с персами евреи совершали набеги и на другие палестинские города. Эти походы навели ужас на христиан, и многие из них из страха приняли иудаизм. Около 14 лет продолжалось владычество персов в Палестине. Сначала евреи надеялись, что их союзники персы предоставят им свободное самоуправление в Святой Земле; но вскоре им пришлось разочароваться в своих надеждах. Персидские военачальники обременяли их налогами. Недовольство евреев дошло до того, что они решили сблизиться с византийским императором Ираклием, который старался расположить к себе евреев, чтобы успешнее бороться против своих врагов — персов. Император заключил с евреями союз, обещав им разные льготы и безнаказанность за прежние нападения на христиан.

## Повсеместное недовольство шахом
Иран был разорён. Тяжёлые войны требовали огромных людских ресурсов, и налоговые поступления иссякли. До тех пор, пока шла военная добыча, этого не ощущалось, но как только шахские армии стали терпеть поражения, экономика страны зашаталась. Для сохранения доходов казны стали взыскивать недоимки тридцатилетней давности. Сбор налогов не прекращался даже во время поразившего в 628 году Месопотамию наводнения. Народные массы, задавленные налогами, страдающие от тягот войны — всё равно победоносных или неудачных, — не поддерживали царя. Придворные шаха роптали:

«До каких пор ещё будут течь потоки крови мужей арийской страны в битвах то тут, то там? До каких пор быть нам в страхе и дрожать от кровожадного царя нашего? До каких пор ещё будут отбирать имущество наше и достояние в пользу двора, а золото и серебро наше — в казну царя? До каких пор будут крепко заперты проходы дорог, препятствуя тем самым выгодам от торговли с другими странами? До каких пор нам жить в страхе перед его страшными повелениями? Разве не истреблял он и не поглощал, как море, достойных сородичей наших, правителей стран? Разве не погибли многие братья наши в разное время, истерзанные по его повелению группами и толпами, некоторые даже утоплены были. Разве не он разлучал мужа с женой, отца с сыном и не отправлял их к дальним народам в рабство и служение и толпами поселял их у пределов жестокого неприятеля?»
Раздосадованный неудачами, Хосров репрессировал ряд высших военных и гражданских чиновников, включая столь видных, как падгоспаны Юга и Запада. Мало того — шах отдал приказ казнить всех «великих», ранее во множестве заточенных в темницы по обвинению в трусости и предательстве. В конце своего царствования Хосров начал преследовать христиан, на которых вначале опирался.
Придворные, желавшие спасти заключённых родственников, организовали против Хосрова заговор. Его возглавил старший сын царя Кавад Шируйе — Хосров собирался отдать трон не ему, а Марданшаху, сыну от Ширин. В сопровождении нескольких сотен тяжеловооруженных всадников и освобождённых из-под стражи смертников, Шируйе выступил против отца. К мятежу примкнули толпы столичных жителей.
Шахиншах находился в Вех-Ардашире, когда заговорщики подошли и окружили замок, а их сообщники угнали всех лошадей из дворцовой конюшни, чтобы никто не смог бежать. Почуяв неладное, находившаяся с Хосровом свита покинула его — во всяком случае, когда заговорщики ворвались в резиденцию царя, защищать последнего оказалось некому. Люди Шируйе поймали его в цветнике и посадили под стражу. Фирдоуси рассказывает, что шахиншаха выдало богатство — Парвиз проголодался, сидя в цветнике, и попросил не знавшего его в лицо садовника купить мяса и хлеба. В оплату шах отрезал кусок вышитого драгоценными камнями кушака. Когда же садовник пошёл купить еду, люди подумали, что это вор, так как цена камней была несопоставима со стоимостью еды. Садовника задержали, допросили, и тот рассказал, что хозяин камней прячется в саду. Так и нашли Хосрова. С мешком на голове Парвиза препроводили в замок одного из марзпанов, а спустя некоторое время убили (28 февраля 628 года). Такой была смерть «страшного охотника, льва Востока, от одного рычания которого содрогались дальние народы, а ближние от вида его таяли, как воск».
Правил Хосров II Парвиз 38 лет.
По сведениям арабских историков, в сасанидскую эпоху были известны две книги о шахе: жизнеописание («Хосровнаме») и книга о диковинах, сделанных искусными мастерами для царя. Эти рассказы дошли до Фирдоуси; «Шахнаме» описывает механический трон, с часовым механизмом и вращающимся небесным сводом, дворец шаха, построенный в Ктесифоне под руководством византийских архитекторов.

## Хосров II и Мухаммед
Согласно распространённому мусульманскому преданию, в самом конце правления Парвиза Мухаммед обратился с предложением принять ислам к ряду арабских шейхов, царю Аксума, августалу Египта Георгию и императору Ираклию, а с персидской стороны правителю-гассаниду и самому Хосрову (известны достаточно древние тексты этого письма, восходящие если не к самому Мухаммеду, то к авторам времён зари ислама). Согласился только сасанидский наместник Бахрейна, а сам шах велел повесить послов. В книге «Ноуруз-наме», автором которой ныне считают Омара Хайяма, содержится рассказ о том, что якобы Хосров сильно разгневался на то, что письмо от Мухаммеда не было запечатано: «Письмо без печати — как голова без кулаха, а голове без кулаха не подобает [присутствовать] на советах». С тех пор Мухаммед носил кольцо с печатью и посылал свои письма только запечатанными.

## Религия и Хосров II Парвиз
Своеобразие личности Хосрова II проявлялось также в религиозной сфере. Среди язатов — духов-покровителей Божьего творения в зороастризме, — Хосров оказывает особое предпочтение Ардви-Суре Анахите, владычице вод, приготовляющей женское лоно к деторождению. (См. его инвеститурные рельефы в Так-е Бостане и Бехистуне). Им построен огромный храм Анахиты в Кангаваре, недалеко от Керманшаха, непохожий на обычные зороастрийские храмы. Собственно родоначальник династии Сасанидов Папак, отец Арташира I (224—240), был жрецом храма Анахиты в Парсе, но потом последним до Хосрова шахиншахом из этой династии, оказывавшим ей подобное почтение, был Нарсе (293—302). В это время иранское изобразительное искусство испытывает сильное влияние Византии, и зороастрийские образы уподобляются христианским, что особенно хорошо видно на вышеупомянутых рельефах. Шахиншах назначал католикоса Селевкии-Ктесифона; согласно армянскому историку Себеосу, после взятия Иерусалима Хосров даже был судьёй в официально устроенном диспуте между тремя основными ветвями христианства в его империи: несторианами, монофиситами и православными («халкедонитами»); победу и свою поддержку он отдал монофиситам и повелел всем христианам Ирана придерживаться Никейского Символа веры, изложенного в рукописи из шахской сокровищницы, запечатанной перстнями шахиншахов Кавата и его сына Хосрова I Ануширвана. В отношениях между зороастрийцами и христианами Хосров предписал каждому придерживаться законов отцовской веры, отрекаться от которых запрещалось как тем, так и другим.

## Хосров II Парвиз в литературе
Хосров II Парвиз, вместе с Арташиром I Папаканом, Хосровом I Ануширваном и Бахрамом V Гуром, привлекал к себе исключительное внимание классиков как пехлевийской, так и персидской литературы (Фирдоуси, Низами Гянджеви и проч.), а также арабской («Тысяча и одна ночь») и тюркской (Навои) литературной традиции, соприкасавшейся с культурной традиции Ирана. В этой «парвизиане» Хосров неотделим от окружающей его роскоши, изысканности и могущества, а также от прекрасной Ширин, и является, таким образом, олицетворением этой доисламской культуры Ирана перед её падением.
| Сасаниды                     |                                                         |                    |
| Предшественник: Бахрам Чубин | шахиншах Ирана и не-Ирана 591 — 628 год (правил 38 лет) | Преемник: Кавад II |